# Rosemarie Bowe

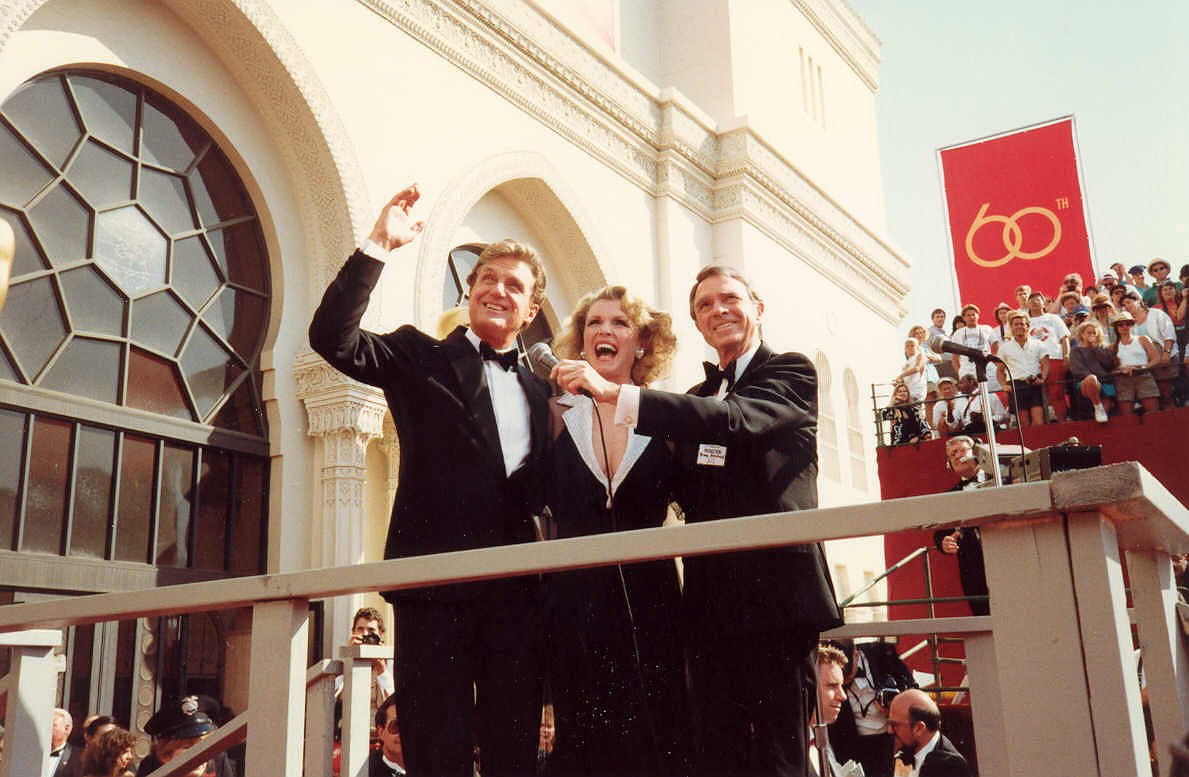
Rosemarie Bowe und Robert Stack (links) bei den 60th Annual Academy Awards, 1988

Rosemarie Bowe (* 17. September 1932 als Rose Marie Bowe in Butte, Montana; † 20. Januar 2019 in Cuernavaca, Mexiko) war ein US-amerikanisches Model und Schauspielerin. Bekanntheit erlangte sie durch ihre Ehe mit dem Schauspieler Robert Stack, mit dem sie seit 1956 bis zu dessen Tod 2003 verheiratet war.

## Leben
Rosemarie Bowe wurde 1932 als jüngste von drei Geschwistern in Butte geboren. Ihr Vater war Bauunternehmer, ihre Mutter Modedesignerin. Bowe wuchs in Tacoma auf und begann als Teenager in Seattle als Model zu arbeiten. 1950 absolvierte sie ihren Abschluss an der Stadium High School und gewann im selben Jahr den Titel der Miss Tacoma bei einem Schönheitswettbewerb. Wenig später folgte der Titel der Miss Montana. Nach einem kurzen Besuch am Tacoma Community College zog Bowe 1951 für ihre weitere Karriere nach Los Angeles.
In Los Angeles stand Bowe Modell für mehrere Pin-ups, die von dem bekannten Illustrator Gil Elvgren gezeichnet wurden. Es folgten mehrere Aufnahmen für Magazine, darunter auch als Covergirl. Der Produzent und Filmagent Charles K. Feldman wurde dadurch auf Bowe aufmerksam und stellte sie bei Columbia Pictures unter Vertrag. Ihre erste Nebenrolle erhielt sie 1952 im Musical Männer machen Mode mit Kathryn Grayson und Red Skelton.
Im Juni 1952 war Bowe auf dem Cover des Life Magazine zu sehen. Nachdem sie ihren Vertrag mit Columbia Pictures beendete und bei 20th Century Fox unterzeichnete folgten 1954 Hauptrollen in den Abenteuerfilmen Rache auf Haiti und Die Tochter des Kalifen. Eine weitere Hauptrolle spielte Bowe 1956 in dem Western The Peacemaker an der Seite von James Mitchell.
Am 23. Januar 1956 heiratete Bowe den Schauspieler Robert Stack in Beverly Hills. Das Paar bekam zwei gemeinsame Kinder, Tochter Elizabeth und Sohn Charles. Nach der Heirat gab Bowe ihre Karriere als Model auf und unterbrach ihre Filmkarriere. Ausnahmen bildeten Nebenrollen in Alles in einer Nacht mit Dean Martin und Die Hölle von Macao an der Seite ihres Mannes. 1970 wurde sie bei einem Autounfall in Sacramento schwer verletzt. Einige Jahre später kehrte Bowe als Schauspielerin zurück und trat als Nebendarstellerin in Filmen wie Murder on Flight 502 von 1975 und Sterben... und leben lassen von 1986 erneut an der Seite ihres Mannes auf.
Nach Robert Stacks Tod im Mai 2003 zog sich Rosemarie Bowe ins Privatleben zurück. Sie lebte zuletzt in Beverly Hills sowie im mexikanischen Cuernavaca, wo sie am 20. Januar 2019 im Alter von 86 Jahren starb. Bowe wurde an der Seite ihres Mannes auf dem Westwood Village Memorial Park Cemetery beigesetzt.

## Filmografie (Auswahl)
- 1952: Männer machen Mode (Lovely to Look At)
- 1952: Die goldene Nixe (Million Dollar Mermaid)
- 1954: Rache auf Haiti (The Golden Mistress)
- 1954: Die Tochter des Kalifen (The Adventures of Hajji Baba)
- 1955: The Big Bluff
- 1956: The Peacemaker
- 1961: Alles in einer Nacht (All in a Night’s Work)
- 1966: Die Hölle von Macao (The Peking Medallion)
- 1975: Murder on Flight 502 (Fernsehfilm)
- 1983: Ein Traummann auf der Titelseite (Making of a Male Model; Fernsehfilm)
- 1986: Sterben… und leben lassen (Big Trouble)